# TimoCom
TIMOCOM GmbH je německá IT společnost se sídlem v Düsseldorfu. Byla založena v roce 1997 jako poskytovatel služeb pro všechny firmy zapojené do přepravního řetězce. Název „Timo“ vznikl z počátečních písmen příjmení zakladatelů Jense Thiermanna a Jürgena Moorbrinka.
TIMOCOM je se svou burzou nákladů a volných vozů lídrem v Evropě. Cílem je zprostředkování nabídky a poptávky na dopravní služby prostřednictvím online dopravního tržiště. Mezi další produkty společnosti TIMOCOM patří aplikace pro výběrová řízení na dopravu, burza skladových prostor či aplikace Trasy & výdaje, plánovač tras s funkcí sledování vozidel. Hojně využívanou službou je Mezinárodní inkaso a bezplatný portál se zákazy jízd TruckBan. Všechny produkty a služby jsou nabízeny ve 44 evropských zemích a 24 jazycích.
Vedle hlavního sídla nedaleko Düsseldorfu disponuje TIMOCOM třemi dalšími zastoupeními v Polsku, Česku a Maďarsku.